# Mauria denticulata
Mauria denticulata là một loài thực vật có hoa trong họ Đào lộn hột. Loài này được J.F. Macbr. mô tả khoa học đầu tiên năm 1930.